# Прокляття (телесеріал, 1983)
«Прокляття» (ісп. El maleficio) — мексиканський телесеріал жахів з елементами детектива, трилера та фентезі, виробництва телекомпанії Televisa. Прем'єра відбулася на каналі Las Estrellas 7 лютого 1983 — 27 квітня 1984 років.

## Сюжет
Беатріс Перальта де Аяла, вдова, займається вихованням своїх дітей — дочки Вірхінії та сина Хуана. Вона знайомиться з мільйонером Енріке де Мартіно й через деякий час погоджується вийти за нього заміж. Перебравшись разом з дітьми до його особняка, де також мешкають його троє синів від першого шлюбу — Хорхе, Сесар та Рауль, Беатріс починає розуміти, що її чоловік зовсім не така хороша людина, якою вона його вважала, — вона дізнається, що то він споїв свою першу дружину Нору. Її син Хуан має екстрасенсорні здібності й знає усі лихі думки свого відчима. Енріке є постійним відвідувачем дивного закладу, де під виглядом лікарів практикують відьми та ворожки. По ходу дії відбувається низка загадкових ритуальних вбивств, розкрити які — справа честі для поліцейского лейтенанта Ларіоса.

## У ролях
| Актор                     | Роль                             |
| ------------------------- | -------------------------------- |
| Ернесто Алонсо            | Енріке де Мартіно                |
| Жаклін Андере             | Беатріс де Мартіно               |
| Норма Еррера              | Нора Вальдес де Мартіно          |
| Умберто Суріта            | Хорхе де Мартіно                 |
| Кармен Монтехо            | Емілія Аяла                      |
| Серхіо Хіменес            | Рауль де Мартіно / Даміан Хуарес |
| Марія Сорте               | Патрисія Лара                    |
| Еріка Буенфіль            | Вірхінія (Вікі) Аяла Перальта    |
| Емілія Карранса           | Марія де Рейна                   |
| Глорія Майо               | Єва                              |
| Арсеніо Кампос            | Адьваро                          |
| Серхіо Гойрі              | Сесар де Мартіно Вальдес         |
| Ребекка Джонс             | Рут Рейна                        |
| Едуардо Яньєс             | Дієго Флорес                     |
| Альба Надія Діас          | Сара                             |
| Альфредо Леаль            | Рікардо Аяла / Роберто Аяла      |
| Хорхе дель Кампо          | Феліпе Рейна                     |
| Патрисія Реєс Спіндола    | Теодора                          |
| Альфонсо Меса             | лейтенант Ларіос                 |
| Армандо Арайса            | Хуан Аяла Перальта               |
| Ана Патрисія Рохо         | Ліліана                          |
| Джина Романд              | Алісія                           |
| Карлос Брачо              | Педро Хіменес                    |
| Моніка Мартель            | Альма Баєр                       |
| Ракель Ольмедо            | Хуліана П'єтрі                   |
| Неріна Феррер             | Лорена де ла Гарса               |
| Барбара Ермен             | Лулу                             |
| Гільєрмо Агілар           | Меєр                             |
| Малена Доріа              | Соледад                          |
| Анхеліка Чаін             | Сінтія                           |
| Едуардо Ланьян            | Альберто П'єтрі                  |
| Кармен Белен Річардсон    | Інес                             |
| Луїс Енріке Гусман Піналь | Пако                             |
| Мігель Палмер             | Армандо Рамос                    |
| Ерік дель Кастільйо       | Карлос Реєс                      |

## Нагороди та номінації
TVyNovelas Awards (1984)
- Найкращий актор (Ернесто Алонсо).
- Найкращий лиходій (Умберто Суріта).
- Найкраща чоловіча роль — відкриття (Серхіо Гойрі).
- Найкращі діти-актори (Армандо Арайса та Ана Патрисія Рохо).
- Номінація на найкращу теленовелу (Ернесто Алонсо).
- Номінація на найкращу акторку (Жаклін Андере).
- Номінація на найкращу жіночу роль  — відкриття (Еріка Буенфіль).

ACE Awards (1985)
- Найкращий телесеріал (Ернесто Алонсо).
- Найкращий режисер (Рауль Арайса).
- Найкраща акторка (Норма Еррера).
- Найкращий актор (Умберто Суріта).

La Maravilla
- Найкращий телесеріал (Ернесто Алонсо).
- Найкращий лиходій (Ернесто Алонсо).
- Найкращий актор другого плану (Умберто Суріта).

## Інші версії
- 1986 — Прокляття 2 (ісп. El maleficio 2), мексиканський фільм режисера Рауля Арайси, який є продовженням серіалу. У головних ролях Ернесто Алонсо, Лусія Мендес та Армандо Арайса. 1987 року стрічка отримала премію Арієль за найкращу музику до фільму (Гільєрмо Мендес Гію).
- 2023 — Прокляття (ісп. El maleficio), мексиканська теленовела виробництва TelevisaUnivision. У головних ролях Фернандо Колунга, Марлен Фавела та Хуліан Гіль.